# Semen Novikov
Semen Sergeevich Novikov (Kharkiv, 11 de dezembro de 1997) é um lutador de estilo greco-romana búlgaro.

## Carreira
Em 2019, Novikov ganhou a medalha de ouro no evento de 87 kg no Campeonato Mundial de Luta Livre Sub-23 realizado em Budapeste, Hungria. Em 2020, ele ganhou uma das medalhas de bronze no evento de 87 kg na Copa do Mundo de Luta Livre Individual realizada em Belgrado, Sérvia.
Em 2021, Novikov conquistou a medalha de ouro em sua prova na Copa Wladyslaw Pytlasinski realizada em Varsóvia, Polônia.
Ele começou a representar a Bulgária em competições em 2023. Novikov ganhou a medalha de ouro em seu evento no Torneio Dan Kolov & Nikola Petrov de 2023, realizado em Sófia, Bulgária. Ele ganhou a medalha de ouro no greco-romano masculino até 87 kg nos Jogos Olímpicos de Verão de 2024 após vencer confronto na final contra o iraniano Alireza Mohmadi.